# BNN Bloomberg
Pour les articles homonymes, voir BNN.
BNN Bloomberg est une chaîne de télévision canadienne spécialisée d'information en continu sur le monde des affaires appartenant à Bell Média.

## Histoire
Le 4 septembre 1996, le CRTC a approuvé la demande pour la chaîne Report on Business Television présentée par The Globe and Mail (Thompson Corporation) (50 %), Western International Communications (WIC) (26 %) et Cancom (24 %), empruntant le nom de la section affaires du journal Globe and Mail Report on Business. La chaîne a été lancée le 1er septembre 1999.
En 2000, Canwest a fait l'acquisition de WIC ainsi que des parts de Cancom. Un conflit d'intérêts à l'horizon : Canwest a fait l'acquisition des journaux Southam, incluant le National Post, rivale du Globe & Mail. Thompson a vendu ses parts du Globe et de ROBtv à Bell Globemedia, compagnie qui inclut CTV dont Thompson détient 20 %. Sous des menaces de poursuites judiciaires, Canwest vend ses parts de 50 % à Bell Globemedia en échange que Bell ExpressVu distribue sa nouvelle chaîne d'information, Financial Post Television, qui ne s'est jamais matérialisée.
Après la conclusion de la transaction, la chaîne adopte un nouveau logo et la longue version de son nom, Report on Business Television. Le 1er mars 2007, ROBtv devient Business News Network afin de redonner l'exclusivité du nom au journal. La chaîne déménage en 2010 au 299 Queen Street West, studio rénové et prêt pour la diffusion en haute définition. Thompson Corporation reprend possession du Globe & Mail à la fin 2010, Bell retient 15 % de parts dans le journal. CTV Globemedia devient Bell Média le 1er avril 2011.
En janvier 2018, Bell Média signe un contrat avec Bloomberg LP, et la chaîne adopte son nom actuel le 30 avril 2018. Une chaîne canadienne, Bloomberg TV Canada (en) appartenant à Channel Zero, a été en service de novembre 2015 à octobre 2017.

### Identité visuelle (logotype)

Logo de Report on Business Television de 1999 à 2002.
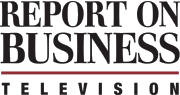
Logo de Report on Business Television de 2002 à 2007.
Logo de Business News Network de 2007 à 2018.
Logo de BNN Bloomberg depuis le 30 avril 2018.

## Programmation
La majorité des émissions sont produites dans les studios de BNN.